# Joints & Jam
Joints & Jam è un singolo del gruppo musicale statunitense Black Eyed Peas, pubblicato il 9 novembre 1998 come primo estratto dal primo album in studio Behind the Front.

## Descrizione
Prodotto da Paul Poli, il brano ha visto anche la partecipazione della corista Kim Hill.
Un remix di questa canzone, That's the Joint, è presente nel secondo disco dell'edizione deluxe del quinto album in studio del gruppo, The E.N.D..

## Tracce
Testi e musiche di Allan Pineda, Will Adams, Jaime Gomez, Paul Poli, Greg Phillinganes, Ali Shaheed Muhammad, Kamaal Fareed, Malik Taylor, Barry Gibb e Trevor Smith, eccetto dove indicato.
CD singolo (Europa)
1. Joints & Jam (Clean) – 3:36
2. Joints & Jam (LP Version) – 3:37
3. What It Is – 4:47 (Allan Pineda, Will Adams, Mike Fratantuno, Tom Brown, Toni Smith)
4. Leave It All Behind – 4:40 (Allan Pineda, Will Adams, Jaime Gomez, Kevin Feyen, Brian Lapin)

CD singolo (Regno Unito), 12" (Regno Unito)
1. Joints and Jam (Clean Version) – 3:35
2. Joints and Jam – 3:36
3. Joints and Jam (Instant Flava Remix) – 3:23
4. Joints and Jam (Instant Flava Instrumental) – 3:23 – assente nell'edizione CD